# Métaontologie
La métaontologie est une ontologie de l'ontologie. Le mot est créé à partir du grec μετὰ + ὀντολογία (au-delà de l'ontologie) pour signifier un discours ontologique à propos de l'ontologie.
La notion est utilisée avec des significations différentes selon les écoles qui l'emploient.

## La métaontologie de Heidegger
Martin Heidegger utilise le mot « métaontologie » dans un cours sur la logique donné en 1928 à Marbourg. Selon la définition de Heidegger, la métaontologie est « le renversement nécessaire de l'ontologie fondamentale ». Selon Heidegger, l'ontologie est la discipline qui permet la « mise en lumière de la possibilité interne de la compréhension de l'Être et donc de la transcendance ». Cette approche doit changer son objectif en devenant plutôt un « approfondissement de l'étant dans sa totalité ».

## La métaontologie de Peter van Inwagen
Dans la lignée de la pensée de Willard Van Orman Quine, le concept de métaontologie est utilisé, par exemple par Peter van Inwagen, pour faire référence à des techniques formelles pour déterminer les relations entre différentes ontologies.

## La métaontologie des êtres-multiples
Le terme « métaontologie » est repris par Marcello Vitali-Rosati qui propose une discipline qui permette de penser une multiplicité originaire d'Être. Au lieu que parler d'Être, il faut donc parler d'être-multiples qui donnent lieu à des ontologies complètement indépendantes.